# 政策エリート
政策エリート（せいさくエリート）とは、国際社会、政府、社会において公共政策に影響を与える公的地位を占める個人。主に政治家、官僚、法曹、NGOリーダーなど政策に携わる者を包括的にとらえる概念。

## 概要
政策エリートとは、国家や政府において一定の地位を占め、公共政策過程において意思決定に寄与する政治家、或いは官僚、法曹、シンクタンク研究員、国会議員政策担当秘書などブレインもこのうちに含まれる。場合により業界団体の代表者も含まれる。